# Alberto Malesani
Alberto Malesani (Verona, Italia, 5 de junio de 1954) es un exjugador y exentrenador de fútbol italiano. Como técnico, se le recuerda sobre todo por su exitosa etapa en el Parma a finales de la década de 1990, donde ganó la Copa Italia, la Copa de la UEFA y la Supercopa de Italia.
En noviembre de 2020, tras estar 6 años sin entrenar, anunció su retiro de la carrera de entrenador, para dedicarse a tiempo completo a sus viñedos.

## Carrera como entrenador

### Inicios
La carrera de Malesani como jugador transcurrió principalmente en Audace S. Michele de Verona, donde obtuvo un ascenso de la Serie D a la Serie C en 1976-77, apareciendo catorce veces. en esa temporada. Se retiró del fútbol a la edad de 24 años y trabajó en la empresa Canon de Ámsterdam, donde estudió los métodos de entrenamiento de fútbol total del Ajax. Su pasión por el entrenamiento era tan grande que en su luna de miel decidió ir a Barcelona para ver las sesiones de entrenamiento de Johan Cruyff en el FC Barcelona.
Malesani dejó su trabajo en Canon en 1990 para seguir una carrera como entrenador en el equipo de la Serie C1 Chievo. En 1991, fue asistente del entrenador Carlo De Angelis en el primer equipo, y en 1993 se convierte él mismo en entrenador. Su primera temporada terminó con un ascenso histórico a la Serie B para el entonces desconocido Chievo.

### Fiorentina
En 1997 fichó por la Fiorentina, donde firmó un contrato por un año con opción al año siguiente. Presentado junto al equipo en julio, recibió el beneplácito de la afición. En Florencia completó el proceso de transformación de Rui Costa de creador de juego a director del mediocampo, continuando el trabajo del anterior entrenador Claudio Ranieri.
Durante la temporada, el equipo italiano sufrió algunas derrotas (3 consecutivas) y muchas veces el juego expresado no estuvo a la altura de las expectativas, tanto que a principios de diciembre comenzaron los primeros desencuentros con el presidente Vittorio Cecchi Gori. El técnico fue defendido por el equipo y contó con el apoyo de la afición. Posteriormente, la Fiorentina logró resultados útiles consecutivos (victorias con Milan y Juventus), expresando un juego positivo y una defensa sólida.
Posteriormente surgieron problemas con el nuevo fichaje Edmundo, que no aceptó ser relegado al banquillo por Malesani, lo que derivó en un nuevo desencuentro con Cecchi Gori, que se negó a renovar contrato con el técnico veronés hasta alcanzar la clasificación en la Copa de la UEFA; el vestuario (sobre todo Costa y Gabriel Batistuta) y la ciudad estaban de su parte. En abril, el entrenador aceptó mudarse a Parma. Terminó el campeonato con el equipo morado en el 5º lugar, con clasificación para la Copa de la UEFA.

### Parma
En junio de 1998, firmó contrato con el Parma bajo el ambicioso presidente Calisto Tanzi. En 1999 lo llevó a ganar la Copa Italia, la Supercopa de Italia y la Copa de la UEFA. La relación entre Malesani, la afición y el club era conflictiva: el club quería ganar el campeonato y armar un equipo que el presidente Tanzi consideraba el más fuerte de Italia, pero al final cerraron el campeonato en el 4° lugar, resultado que fue cuestionado por el club y la afición. A finales de 1999 también acabó tercero, por detrás de dos leyendas como Alex Ferguson y Valeri Lobanovski, en el ranking de los mejores entrenadores de la UEFA.
En la temporada 1999-2000 finalizó 5º en la liga y en cuartos de final de la Copa Italia. En la siguiente temporada fue despedido tras la jornada 13, el 8 de enero de 2001, en la que el Parma fue derrotado 2-0 en casa por el Reggina. Malesani fue el primer técnico eximido del Parma por la familia Tanzi, propietaria de la empresa de alimentación Parmalat y, a través de ella, accionista mayoritaria del equipo emiliano desde 1990. Nunca logró en tres años luchar por ganar el Scudetto pese a haber contado con un equipo fuerte.

### De Verona a Panathinaikos y Udinese
Después de perder su trabajo en Parma, Malesani entrenó al Hellas Verona y al Modena, sin poder salvar a los clubes del descenso en ambos casos; sucesivamente se trasladó al extranjero para entrenar al Panathinaikos. El club griego sigue siendo el club con el mayor porcentaje de victorias en la carrera de Malesani hasta la fecha (60%).
Malesani fue nombrado entrenador del Udinese en enero de 2007, en sustitución de Giovanni Galeone. Llevó a su equipo a un décimo lugar en la temporada 2006-07, a solo siete puntos del descenso. No obstante, unos días después se anunció que el club había fichado al nuevo entrenador Pasquale Marino, quien tomó su lugar. El 27 de noviembre de 2007 fue presentado como el nuevo entrenador del Empoli, reemplazando a Luigi Cagni. Fue despedido el 31 de marzo de 2008 luego de una derrota en casa por 2-0 ante Sampdoria que dejó a los italianos en el último puesto de la clasificación.

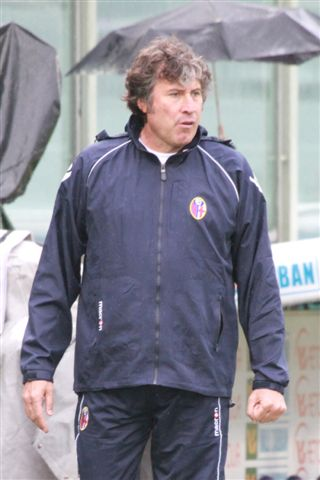
Malesani al frente del Bologna en 2011.

### De Siena a Bologna
El 23 de noviembre de 2009, fue nombrado nuevo entrenador de Siena, reemplazando a Marco Baroni. El comienzo de esta experiencia fue negativo, con una derrota en la Copa Italia sufrida por el Novara, equipo de la Lega Pro Prima Divisione, y otra en la liga. Luego vinieron dos victorias, también con la aplicación de módulos tácticos muy ofensivos, y una serie de derrotas que hicieron que el técnico se arriesgara a ser exonerado. A partir de la vigésima cuarta jornada los resultados fluctuaron, hasta la derrota ante el Atalanta, rival directo por la conquista de la salvación, que llevó a los toscanos a descender a la Serie B. El descenso se hizo aritmético en la penúltima jornada del campeonato; en el último partido del campeonato, perdido contra el Inter, Malesani fue aplaudido de todos modos por la afición toscana. Dejó Siena al final de la temporada.
El 1 de septiembre de 2010, firmó un contrato de un año con el Bologna. Después de una temporada exitosa en la que su club terminó en el puesto N°16, seis puntos por delante del descenso, a pesar de una deducción de tres puntos por problemas fiscales y disputas sobre la propiedad del club, Malesani fue reemplazado por Pierpaolo Bisoli el 26 de mayo de 2011.

### Genoa
El 19 de junio de 2011, Genoa anunció oficialmente que Malesani sería el nuevo entrenador del primer equipo. Sin embargo, después de que Genoa fuera derrotado por 6-1 ante Napoli, Malesani fue despedido. Regresó al club el 2 de abril de 2012, reemplazando a Pasquale Marino, quien lo había reemplazado anteriormente solo para ser despedido unos meses después. Sin embargo, su segunda etapa como técnico del Genoa duró solo veinte días, ya que fue despedido una vez más el 22 de abril después de una derrota en casa por 1-4 ante el Siena que dejó al equipo a un punto del descenso y provocó protestas masivas de los aficionados durante el partido. En total, en su experiencia logró 23 puntos, resultado de 6 victorias, 5 empates y 8 derrotas.

### Palermo
El 5 de febrero de 2013, Malesani fue designado entrenador del Palermo. En el debut cinco días después obtuvo un empate 1-1 ante Pescara. Posteriormente obtuvo dos igualdades más, ante el Chievo por 1-1 y ante el Genoa por 0-0, tras lo cual, el 24 de febrero, fue destituido por el presidente Maurizio Zamparini que pretendía el regreso de Gasperini.

### Sassuolo
El 29 de enero de 2014, se anunció que Malesani había aceptado asumir el cargo de nuevo entrenador en Sassuolo. El 3 de marzo siguiente, tras acumular 5 derrotas en 5 partidos (ante Hellas Verona, Inter, Napoli, Lazio y Parma), fue despedido por el club, que volvió a llamar a Eusebio Di Francesco en su lugar.

## Clubes

### Como entrenador
| Club          | País   | Año       |
| ------------- | ------ | --------- |
| Chievo Verona | Italia | 1993-1997 |
| Fiorentina    | Italia | 1997-1998 |
| Parma         | Italia | 1998-2001 |
| Hellas Verona | Italia | 2001-2003 |
| Modena        | Italia | 2003-2004 |
| Panathinaikos | Grecia | 2005-2006 |
| Udinese       | Italia | 2007      |
| Empoli        | Italia | 2007-2008 |
| Siena         | Italia | 2009-2010 |
| Bologna       | Italia | 2010-2011 |
| Genoa         | Italia | 2011      |
| Genoa         | Italia | 2012      |
| Palermo       | Italia | 2013      |
| Sassuolo      | Italia | 2014      |

## Palmarés

### Como entrenador

#### Campeonatos nacionales
| Título                   | Club          | País   | Año     |
| ------------------------ | ------------- | ------ | ------- |
| Lega Pro Prima Divisione | Chievo Verona | Italia | 1993-94 |
| Copa Italia              | Parma         | Italia | 1998-99 |
| Supercopa de Italia      | Parma         | Italia | 1999    |

#### Campeonatos internacionales
| Título          | Club  | País   | Año     |
| --------------- | ----- | ------ | ------- |
| Copa de la UEFA | Parma | Italia | 1998-99 |